# Valerij Lonskoj
Valerij Lonskoj (russisk: Валерий Яковлевич Лонской) (født 21. marts 1941 i Khabarovsk i Sovjetunionen, død 6. juni 2021 i Moskva i Rusland) var en sovjetisk filminstruktør og manuskriptforfatter.

## Filmografi
- Prijezzjaja (Приезжая, 1977)[1][2]
- Belyj voron (Белый ворон, 1980)
- Letargija (Летаргия, 1983)